# Diphda
Diphda (Beta de la Balena / β Ceti) és l'estel més brillant de la constel·lació de la Balena. Ocasionalment és superada per la variable Mira (ο Ceti), quan aquesta aconsegueix la seva màxima lluentor. De magnitud aparent de +2,04, és fàcil de localitzar en estar situada en una zona fosca del cel.
A la Xina era coneguda com a Too Sze Kung, «el superintendent de les excavacions (edificacions)».

## Característiques físiques
Diphda és un estel gegant de color groc-taronja i tipus espectral en el límit entre G i K. Una mica més fred que el Sol, té una temperatura superficial de 4800 K. És molt més brillant que el Sol —145 vegades més lluminós que aquest—, doncs la seva massa i el seu radi són considerablement majors; el seu diàmetre és 17 vegades més gran que el diàmetre solar. Posseeix un contingut metàl·lic similar al del Sol, i la seva edat s'estima en 390 milions d'anys. A una distància de 96 anys llum de la Terra, la seva magnitud absoluta és de -0,31.
Diphda és una dels estels més brillants en raigs X en les rodalies del Sistema Solar. La radiació s'origina en la corona escalfada a diversos milions de K a causa de magnetisme. Atès que el magnetisme es relaciona amb la velocitat de rotació i Deneb Kaitos gira lentament —18 km/s—, es pensa que l'estel ha abandonat recentment la seqüència principal en la seva evolució cap a un gegant vermell, conservant encara alguna de les característiques pròpies de la seva anterior etapa. Per contra, la seva composició química suggereix que en el seu interior l'heli ha començat a fusionar-se en carboni.